# بلال بن الحارث المزني
بلال بن الحارث بن عصم بن سعيد بن قرة بن مازن بن حلاوة (و قيل خلاوة) بن ثعلبة بن ثور بن هذمة بن لاطم بن عثمان المزني ، مدني، وفد على النبي صلى الله عليه وآله وسلم في وفد مزينة سنة خمس من الهجرة، كان صاحب لواء مزينة يوم الفتح، أقطعه النبي صلى الله عليه وسلم العقيق، وكان يسكن وراء المدينة، ثم تحول إلى البصرة، كان ممن دخل من المغرب من الصحابة حيث كان حامل لواء مزينة، قال الواقدي في كتاب أخبار المغرب: حدثني كثير بن عبد الله المزني قال: كانت مزينة في غزو أفريقية أربع مائة، وكان لواؤهم على حدة يحمله بلال بن الحارث. مات سنة ستين في خلافة معاوية وله ثمانون سنة
روى عنه ابنه الحارث بن بلال وعلقمة بن وقاص